# Motdrag
Motdrag är ett drogpolitiskt magasin, grundat 1981, som ges ut av Ungdomens Nykterhetsförbund.
Tidningen är ett drogpolitiskt magasin och huvudmålgruppen är unga i 20-årsåldern. Den går, förutom till medlemmar och prenumeranter, ut till bland annat skolor, bibliotek, lärare, och ungdomsmottagningar samt till alla svenska riksdagsledamöter. Upplagan var 10 500 exemplar år 2010.

### Webbkällor
- Motdrag från Sveriges Tidskrifter
- Motdrag för drogfrihet. Johanneshov: Ungdomens nykterhetsförbund. 1981-. Libris 3614790